# Kensington (zespół muzyczny)
Kensington – holenderska grupa rockowa z Utrechtu utworzona w 2005 roku. Tworzą ją: Eloi Youssef (wokalista, gitarzysta, klawiszowiec), Casper Starreveld (gitarzysta, wokalista, klawiszowiec), Jan Haker (basista, klawiszowiec) i Niles Vandenberg (perkusista). W latach 2005–2008 na instrumentach perkusyjnych grał Lucas Lenselink. Grupa wystąpiła eksperymentalnie w 1. odcinku polskiej edycji Must Be The Music 9 jako tester jury (emisja telewizyjna – 15 marca 2015). Dnia 19 czerwca 2015 zespół wystąpił w Polsce na Life Festival Oświęcim.
W dniu 29 listopada 2017 r. zespół na swoim profilu na Facebooku ogłosił, że w kwietniu 2018 roku zagra dwa koncert w Polsce w ramach EU TOUR 2018. Pierwszy koncert odbył się w warszawskim Teatrze Palladium 14 kwietnia. Dzień później, 15 kwietnia zespół wystąpił w Centrum Koncertowym A2 we Wrocławiu.

## Dyskografia

### Albumy
- 2019: Time (Universal Music)
- 2016: Control (Universal Music)
- 2014: Rivals (Universal Music)
- 2012: Vultures (Universal Music)
- 2010: Borders (Bladehammer Music)

### EP
- 2008: Youth
- 2007: Kensington
- 2006: An Introduction To...

### Single
- 2016: „Do I Ever”
- 2016: „Heading Up High” (oraz Armin van Buuren)
- 2015: „Done with It”, „Riddles”
- 2014: „War”, „All for Nothing”, „Streets”
- 2013: „Ghosts”, „Home Again”
- 2012: „Don’t Look Back”, „No Way Out”, „Send Me Away”
- 2011: „We Are the Young”, „Let Go”, „When It All Falls Down”
- 2010: „Youth”